# Underclass Hero
«Underclass Hero» es el primer sencillo del quinto álbum Underclass Hero de la banda Sum 41. Fue oficialmente lanzado el día 15 de mayo de 2007. La canción se escuchó por primera vez el 23 de abril en una entrevista realizada a Deryck Whibley por la estación de radio 91X. Fue confirmada en la página oficial de Sum 41 que sería la canción de apertura de su último álbum. Actualmente, es una de las canciones de su MySpace. La canción también está disponible en iTunes y otros proveedores de música digital en Canadá y los Estados Unidos. Además, la canción estará incluida en el juego de EA Sports Madden NFL 08. fue lanzado en formato físico en el Reino Unido el 30 de julio de 2007 en vinilo de 7" para promocionar el lanzamiento del nuevo álbum.

## Vídeo musical
El vídeo “Underclass Hero” fue lanzado el día 29 de mayo de 2007 en su sitio web oficial. Se trata de una banda tocando detrás de una gran grupo de adolescentes, fuegos de artificiales, una banda marchando y una hoguera, supuestamente una reunión de preparatoria para un juego de fútbol americano con una mascota, representada por el signo de la anarquía. El vídeo fue lanzado mundialmente el día 31 de mayo en Total Request Live por la MTV. Fue codirigido por Marc Klasfeld y el baterista de Sum 41, Steve Jocz.
Mientras que el vídeo muestra una realización similar a vídeos anteriores realizados por Sum 41, tiene un sentimiento más moderado, mostrando el estado de madurez alcanzado por la banda. Los críticos han sido mezclados, con comentarios que dicen que el vídeo intenta capitalizarse en otros éxitos de la banda de singles anteriores.

## Subject to change
Underclass Hero es muy criticada por tener de su parte el coro de subject to change, pensando en que la banda no tenía una buena idea sobre como hacer un coro o que el coro tenía un gran significado relativo junto con Underclass Hero. Se cree que el coro fue el ayudante de poder escribir la canción para que tuviera un sentido más concreto.